# Cradock Channel
Der Cradock Channel ist der mittlere von drei Kanälen, die den Hauraki Gulf in Neuseeland mit dem Pazifischen Ozean verbinden. Er liegt nordöstlich von Auckland und befindet sich zwischen der Insel Great Barrier Island im Osten und Te Hauturu-o-Toi / Little Barrier Island im Westen.
Die zwei anderen Kanäle sind der Jellicoe Channel und der Colville Channel. Die Benennung des Cradock Channel erfolgte zwischen 1934 und 1935 durch das Auckland Harbour Board. Namensgeber ist der britische Konteradmiral Christopher Cradock (1862–1914).